# 埃尔夫德
埃尔夫德（德語：Erfde）是德国石勒苏益格－荷尔斯泰因州的一个市镇。总面积33.95平方公里，总人口1955人，其中男性952人，女性1003人（2011年12月31日），人口密度58人/平方公里。